# Thomas J. Preston
Thomas Jex Preston, Jr. (26 de outubro de 1862, Hastings on Hudson, Nova York — 25 de dezembro de 1955, South Orange, Nova Jérsei) foi professor universitário e arqueólogo na Universidade de Princeton. Também foi presidente temporário do Wells College em Aurora, Nova York.
Em 10 de fevereiro de 1913, ele casou-se com Frances Cleveland, viúva do presidente Grover Cleveland, em Princeton, Nova Jérsei.

## Obras
- The bronze doors of Monte Cassino and of St Paul's Rome. Princeton University Press, 1915. Tese publicada em 1910.